# Саут-Портленд (Мен)
Саут-Портленд (англ. South Portland) — місто (англ. city) в США, в окрузі Камберленд штату Мен. Населення — 25 002 особи (2010).

## Географія
Саут-Портленд розташований за координатами 43°37′53″ пн. ш. 70°17′10″ зх. д. / 43.63139° пн. ш. 70.28611° зх. д. (43.631402, -70.285989).  За даними Бюро перепису населення США в 2010 році місто мало площу 36,29 км², з яких 31,04 км² — суходіл та 5,25 км² — водойми.

## Демографія
Згідно з переписом 2010 року, у місті мешкали 25 002 особи в 10 877 домогосподарствах у складі 6197 родин. Густота населення становила 689 осіб/км².  Було 11484 помешкання (316/км²).
Расовий склад населення:
| - 91,1 % — білих - 3,8 % — азіатів - 2,1 % — чорних або афроамериканців - 0,3 % — корінних американців |

До двох чи більше рас належало 2,0 %. Частка іспаномовних становила 2,2 % від усіх жителів.
За віковим діапазоном населення розподілялося таким чином: 20,4 % — особи молодші 18 років, 66,0 % — особи у віці 18—64 років, 13,6 % — особи у віці 65 років та старші. Медіана віку мешканця становила 39,4 року. На 100 осіб жіночої статі у місті припадало 91,1 чоловіків;  на 100 жінок у віці від 18 років та старших — 86,4 чоловіків також старших 18 років.
Середній дохід на одне домашнє господарство  становив 71 279 доларів США (медіана — 54 598), а середній дохід на одну сім'ю — 83 436 доларів (медіана — 67 051). Медіана доходів становила 51 355 доларів для чоловіків та 41 926 доларів для жінок. За межею бідності перебувало 13,8 % осіб, у тому числі 22,8 % дітей у віці до 18 років та 9,8 % осіб у віці 65 років та старших.
Цивільне працевлаштоване населення становило 14 050 осіб. Основні галузі зайнятості: освіта, охорона здоров'я та соціальна допомога — 25,3 %, роздрібна торгівля — 14,5 %, науковці, спеціалісти, менеджери — 14,5 %.

## Економіка
Через Портленд-Монреальський нафтопровід до канадського місту Монреаль  протікають мільйони барелів нафти. Нафта привозять на танкерах до портлендського порту.
У місті найбільше залізничне депо в Новій Англії, побудоване «Portland Terminal Company» в 1922. Також в місті розташована штаб квартира компанії Fairchild.